# 実録漫画
実録漫画（じつろくまんが）とは、日本における漫画の分類のひとつ。
ストーリー漫画の一種で、ノンフィクションの内容の漫画を意味する。
ただし、ビデオなどの実際の映像を用いたいわゆるドキュメンタリーとは異なり、漫画にした時点で絵が実際とは異なってしまうため、事実を元にしたフィクションである。
漫画の内容として、日記、現代の人物伝、企画物、回顧録などが広義的に含まれる。

## 補足説明
- 日記漫画：作者の日常の出来事を描いた作品。
- 人物伝：実在のスポーツ選手の成長物語などの作品。
- 企画物：漫画のために何らかのイベントを実施したり、既存のイベントに参加する内容の漫画。
- 回顧録：漫画家本人による、過去を回想した作品。